# Cantavella
|  | Aquest article tracta sobre el municipi de Cantavella. Vegeu-ne altres significats a «Riu Cantavella». |

Cantavella (en castellà i oficialment, Cantavieja) és un municipi de la província de Terol, de la comunitat autònoma d'Aragó, concretament de la comarca del Maestrat aragonès, de la qual és capital. L'any 2020 el municipi té 729 habitants.

## Geografia
Està situada en un paisatge abrupte, amb grans barrancs, però de gran valor. El 1981 va ser declarada Conjunt Històrico-artístic. El terme municipal es troba repartit en quatre partides i compta amb nombrosos masos o masicos, com es coneix a la província de Terol, dels quals 125 estan habitats. Les muntanyes més importants del terme són: el pic Tarayuela amb 1.737 m. i la Mola Monchen amb 1.779 m.
Les principals vies d'accés són les carreteres CV-119, la CV-125, la A-1702, la A-227 i la A-226. Limita amb Vilafranca (Castelló), Fortanet, Mosquerola, l'Anglesola, Mirambell, Tronxó, Villarluengo i Cañada de Benatanduz (Terol).

## Història

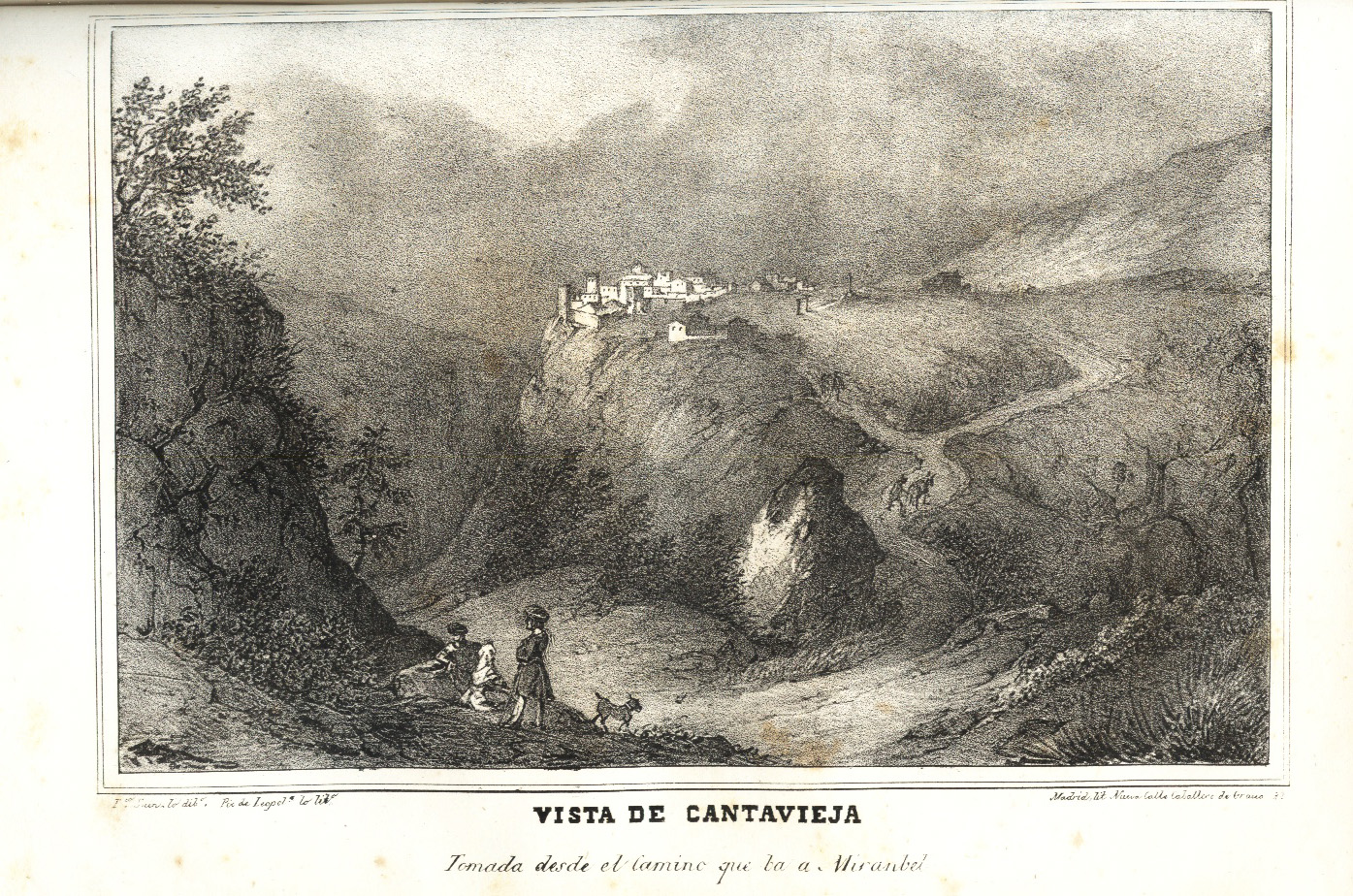
Vista de Cantavella des del camí a Mirambell, publicada en 1845

En el terme s'hi han trobat restes del Paleolític, dels ibers i de la Hispània Romana. Segons la llegenda el castell fou construït pel general cartaginès Hanníbal i el va anomenar Cartago Vetus. La vila fou un enclavament musulmà fins que fou conquerida el 1169 per Alfons el Cast. Durant l'edat mitjana, Cantavella fou seu d'una comanda de l'orde del Temple i a la desaparició d'aquesta passà a l'orde de Sant Joan de Jerusalem, enquadrada a la Castellania d'Amposta. Va rebre una carta de poblament el 1225.
El comerç de la llana i la ramaderia va fer que el segle xviii la població prosperés econòmicament, i d'aquest segle són la majoria d'edificis que es conserven. La vila fou un enclavament carlí durant la Primera Guerra Carlina, fins al punt que el general Ramon Cabrera, la va fortificar i convertir en la capital de la Comandància General del Maestrat, però caigué en mans del liberal Evaristo San Miguel en 31 d'octubre de 1836 fins que fou capturada per Juan Cabañero y Esponera en 24 d'abril de 1837 quan la seva guarnició es va rendir, però amb la captura de Morella pels carlins en gener de 1838, en estar completament emmurallada es va convertir en la nova capital carlina i s'hi van traslladar les instal·lacions de Cantavella.
La vila també va servir de quarter general per a Marco de Bello durant la Tercera Guerra Carlina.

## Monuments historicoartístics

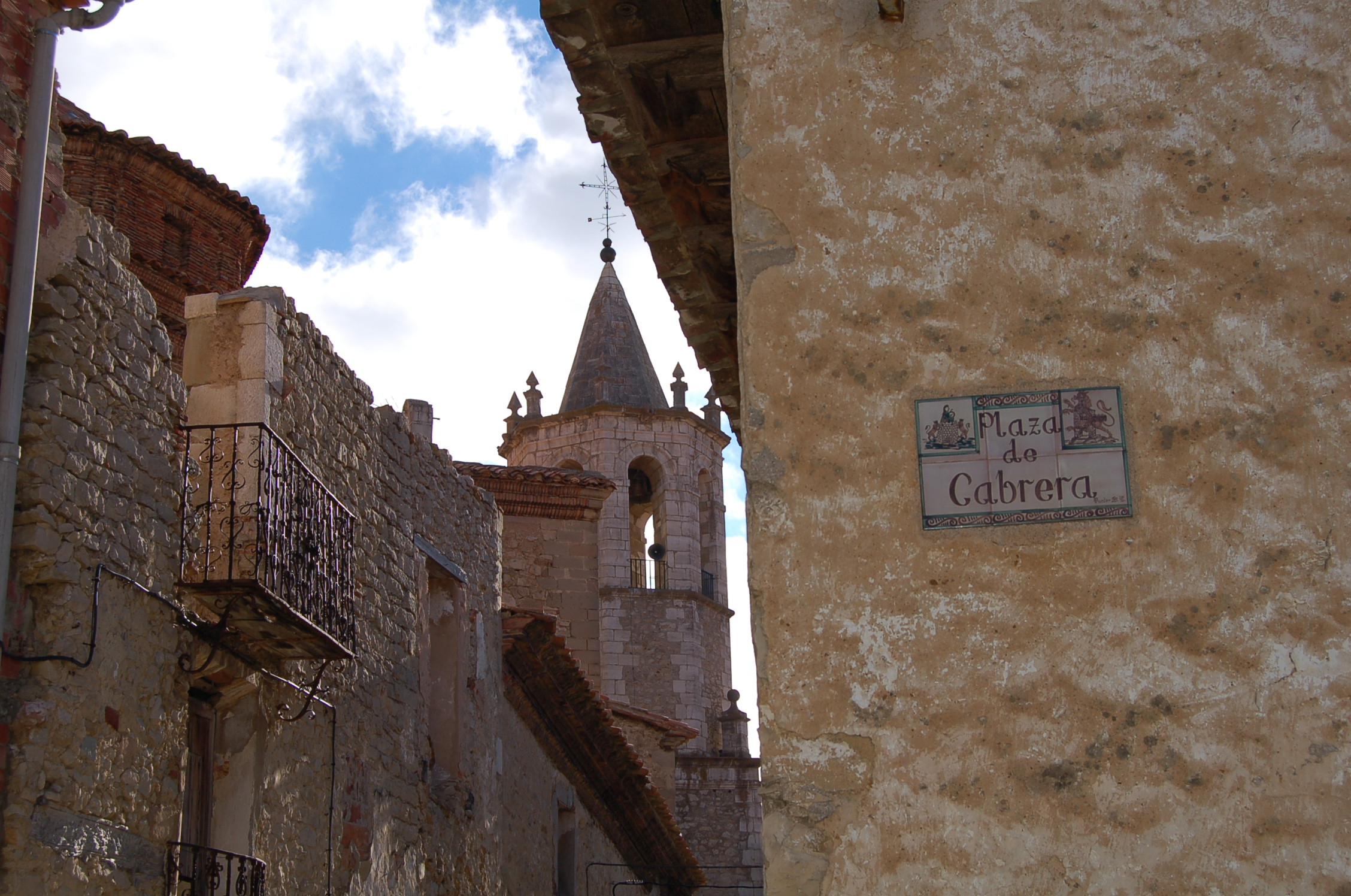
Campanar de Cantavella i placa de la plaça de Cabrera

L'entramat urbà és d'estructura medieval i destaquen:
- La Plaça de Crist Rei o Plaça Major Porticada, s'hi troba l'ajuntament del segle xvi, amb un enteixinat de fusta, l'església de l'Assumpció és una obra barroca de grans proporcions i amb una planta de vuit trams construïda entre 1730 i 1745, d'on destaca la torre més antiga, de 1612.
- El Mirador de El Portillo.
- L'església de Sant Miquel, obra del temple i de principis del segle xiv, d'estil gòtic i que compta un sepulcre que es diu que és de l'últim cavaller del temple.
- Ermita de Loreto de 1700.

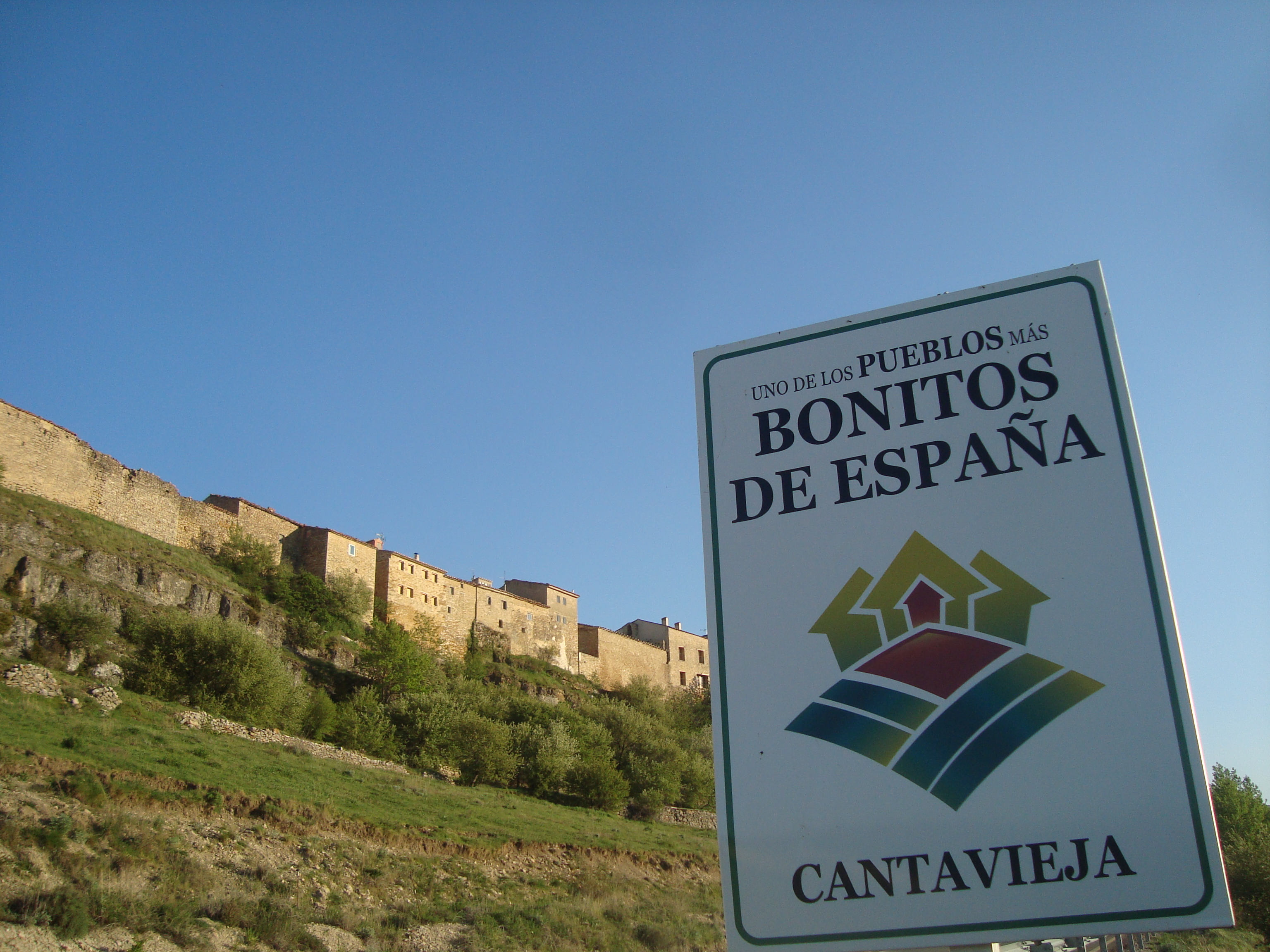
Cantavieja

- Cantavieja Antic hospital i convent adossats a l'església de Sant Miquel i que són de 1775.
- Restes del castell i actual calvari, amb un recinte emmurallat adaptat al terreny i diverses cases penjants.
- Cases nobles.
- Casa del batlle o de Cabrera, que només en queda la portalada. S'hi va ubicar el quarter de la Guàrdia Civil.

## Economia i productes
L'economia és principalment agrària i ramadera, en especial s'engreixen porcs i es crien ovelles i vedelles. La construcció i l'explotació de la pedra també són activitats importants. Entre els productes gastronòmics destaquen el pernil de Terol, amb DO i el Formatge de Tronchón. La gastronomia també és rica amb plats derivats del porc i del xai, amb guisats, estofats i plats al forn.

## Demografia
| 1890  | 1910  | 1920  | 1930  | 1940  | 1950  | 1960  | 1970  | 1981 | 1991 | 2001 | 2007 | 2008 | 2010 | 2014 |
| ----- | ----- | ----- | ----- | ----- | ----- | ----- | ----- | ---- | ---- | ---- | ---- | ---- | ---- | ---- |
| 1.962 | 2.049 | 2.005 | 1.866 | 1.674 | 1.587 | 1.338 | 1.060 | 877  | 750  | 759  | 729  | 735  | 748  | 724  |

## Política i administració
| Candidatura | Candidatura                      | Cap de llista       | Vots | Regidors | % vots |
| ----------- | -------------------------------- | ------------------- | ---- | -------- | ------ |
|             | Partit Popular                   | Ricardo Altabás Tea | 212  | 4        |        |
|             | Partit Socialista Obrer Espanyol | -                   | 138  | 2        |        |
|             | Partido Aragonés                 | -                   | 65   | 1        |        |
|             | En blanc                         |                     | 29   | -        |        |
| Total       | Total                            | 465                 | 465  | 7        |        |

| Període     | Alcalde o alcaldessa | Partit polític | Data de possessió | Observacions |
| ----------- | -------------------- | -------------- | ----------------- | ------------ |
| 1979–1983   |                      |                | 19/04/1979        | --           |
| 1983–1987   |                      |                | 28/05/1983        | --           |
| 1987–1991   |                      |                | 30/06/1987        | --           |
| 1991–1995   |                      |                | 15/06/1991        | --           |
| 1995–1999   |                      |                | 17/06/1995        | --           |
| 1999–2003   |                      |                | 03/07/1999        | --           |
| 2003–2007   | Miguel Ángel Serrano | PSOE           | 14/06/2003        | --           |
| 2007–2011   | Miguel Ángel Serrano | PSOE           | 16/06/2007        | --           |
| 2011–2015   | Ricardo Altabás Tena | PP             | 11/06/2011        | --           |
| 2015–2019   | Ricardo Altabás Tena | PP             | 13/06/2015        | --           |
| 2019-2023   | n/d                  | n/d            | 15/06/2019        | --           |
| Des de 2023 | n/d                  | n/d            | 17/06/2023        | --           |

## Festes
| Data                                                 | Festivitat                                                |
| ---------------------------------------------------- | --------------------------------------------------------- |
| 17 de gener                                          | Sant Antoni                                               |
| 17 de juny                                           | Sant Lambert                                              |
| 10 de juliol                                         | Sant Cristòfol                                            |
| Entre el 22 i el 26 d'agost                          | Santa Vicenta Màrtir i Verge de Loreto (Festes patronals) |
| Últim diumenge de maig i tercer diumenge de setembre | Fira tradicional                                          |

## Llocs d'interès
- Pic Tarayuela i Mola Monxén.

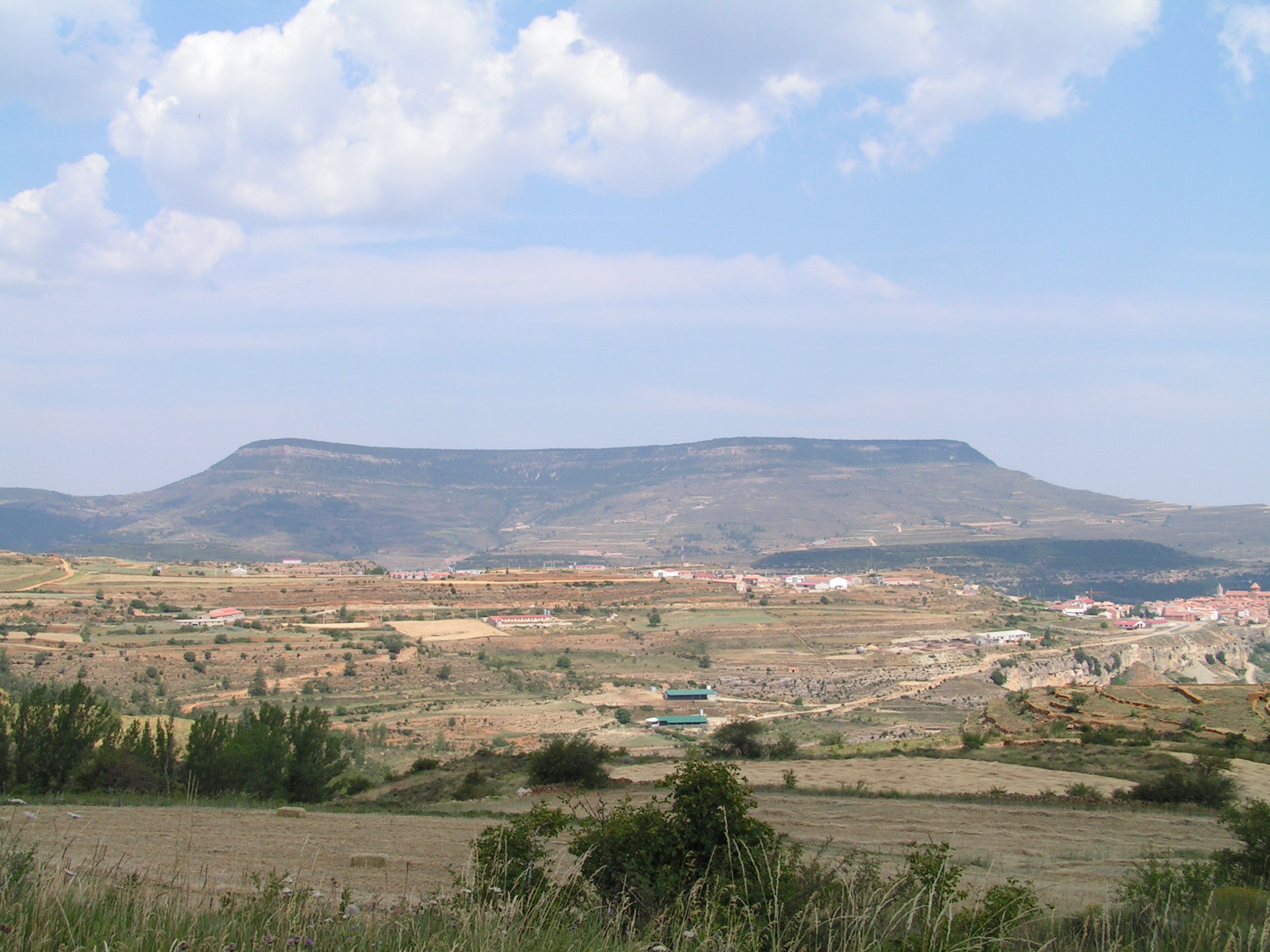
Muela Monchén en Cantavella

- Font de la Falzrija o àrea recreativa del Rebollar.
- Riu Cantavella.
- Castell de Cantavella. Encara que el seu origen es remunta al segle xii, en el segle xix amb les Guerres Carlines sofrí importants danys conservant únicament el recinte exterior i algun llenç de muralla amb espitlleres.